# Wolfgang Ruppel
Wolfgang Ruppel (* 18. Februar 1929 in Hamburg; † 13. Mai 2021 in Karlsruhe) war ein deutscher Experimentalphysiker, der sich mit Festkörperphysik beschäftigte.
Ruppel studierte in Karlsruhe, Grenoble und Braunschweig und war nach der Promotion 1955 wissenschaftlicher Mitarbeiter an den RCA-Laboratorien in Zürich und an der Princeton University. Nach der Habilitation 1964 in Karlsruhe (Photospannungen in Photoleitern) wurde er dort 1965 ordentlicher Professor für Angewandte Physik. Als Festkörperphysiker befasste er sich vor allem mit elektronischen Transportvorgängen in Photoleitern. Mit Gottfried Falk entwickelte er in Karlsruhe den Karlsruher Physikkurs und schrieb mit ihm mehrere physikdidaktische Lehrbücher. 1995 wurde er emeritiert.

## Schriften
- mit Gottfried Falk: Mechanik, Relativität, Gravitation. Springer 1973.
- mit Gottfried Falk: Energie und Entropie. Springer 1976.
- The Photoconductor-Metal Contact. Semiconductors and Metals Bd. 6, 1970.

| Personendaten    | Personendaten      |
| ---------------- | ------------------ |
| NAME             | Ruppel, Wolfgang   |
| KURZBESCHREIBUNG | deutscher Physiker |
| GEBURTSDATUM     | 18. Februar 1929   |
| GEBURTSORT       | Hamburg            |
| STERBEDATUM      | 13. Mai 2021       |
| STERBEORT        | Karlsruhe          |